# Tatacuá (Argentina)
Tatacuá o Colonia Tatacuá (en guaraní: Tatakua)  es una localidad y municipio de Argentina, situado en el departamento Concepción de la provincia de Corrientes. Sus tierras productivas se hallan delimitadas al sur por el estero Batel, ubicado a menos de 5 km del casco urbano. Se encuentra a 137 km de la capital provincial.

## Toponimia
Tatakua es una palabra de origen guaraní cuyo significado es cueva de fuego.

## Vías de comunicación
La principal vía de acceso es la Ruta Nacional 118, que la comunica al nordeste con Tabay y Santa Rosa, y al oeste con Saladas.

## Infraestructura
El 84% de la población cuenta con agua potable y energía eléctrica, y el 3% con cloacas.